# Kamionka (Ropczyce-Sędziszów)
Pour les articles homonymes, voir Kamionka.
Kamionka est une localité polonaise de la gmina d'Ostrów, située dans le powiat de Ropczyce-Sędziszów en voïvodie des Basses-Carpates.